# Ostrowite (jezioro na Równinie Drawskiej)
Ostrowite – jezioro na Równinie Drawskiej, w powiecie strzelecko-drezdeneckim, w gminie Dobiegniew, w całości znajduje się w Drawieńskim Parku Narodowym.

## Położenie i opis
Jezioro położone jest w północno-wschodniej części powiatu strzelecko-drezdeneckiego, na terenie Równiny Drawskiej. Jego wschodnim brzegiem przebiega granica województwa lubuskiego z województwem zachodniopomorskim. Jezioro stanowi największy akwen Drawieńskiego Parku Narodowego. Zbiornik ma kilka wyraźnie odrębnych plos. Przez północne ploso jeziora przepływa rzeka Płociczna. Brzegi w centralnej partii są abrazyjne. Gradient opadania dna w głęboczkach południowego plosa, porównywalny jest do kotłów górskich. Dno jeziora w części północnej jest płaskie i płytkie. Linia brzegowa jeziora jest bardzo urozmaicona, liczne są półwyspy, zatoki oraz przewężenia. Trzy największe półwyspy zostały nazwane, dwa na zachodnim brzegu to Półwysep Dębowy i Korea, na brzegu wschodnim leży Półwysep Harcerski. Na akwenie znajdują się trzy niewielkie wyspy. Największa z nich to Chycza, w niektórych źródłach bywa nazywana Wyspą Okrzei. Mniejsza, górzysta to Chroniec, nazywany czasem jako Lech. Najmniejszą wyspą jest Okółko, zwane Pokrzywką. Łączna powierzchnia wysp to 5,8 ha. Najbliższą miejscowością jest położona przy południowo-wschodnim brzegu osada Ostrowite.
Obszar zlewni bezpośredniej w 95% porośnięty jest przez lasy mieszane z przewagą sosny. Resztę zajmują tereny zabagnione oraz łąki. W zlewni dominują gleby brunatno-rdzawe bielicowane. W miejscach podmokłych zalegają płaty gleb torfowych i murszowych, a na obszarach porolniczych gleby słabo wykształcone. W kilku miejscach obecne są gleby bielicowe i, w znikomym stopniu, brunatne.
Na południe od jeziora znajduje się ciekawe przyrodniczo jezioro Czarnka.

## Hydronimia
Jezioro pojawia się w źródłach w 1532 roku – początkowo jako Ostrobythe, a następnie: Bahrenort See (1937). 29 listopada 1955 roku wprowadzono urzędową nazwę jezioro Ostrowite. Obecnie państwowy rejestr nazw geograficznych jako nazwę jeziora podaje Ostrowite, jednocześnie wymienia nazwy oboczne: Jezioro Ostrowieckie, Jezioro Ostrowite oraz Ostrowiec.

## Morfometria
Według danych Instytutu Rybactwa Śródlądowego powierzchnia zwierciadła wody jeziora wynosi 387,6 ha, natomiast A. Choiński, poprzez planimetrowanie na mapach 1:50 000, określił wielkość jeziora na 352,5 ha. Jeziorna jednolita część wód powierzchniowych ma powierzchnię 377 ha.
Średnia głębokość zbiornika wodnego to 9,4 m, a maksymalna – 28,5 m (w czterech głęboczkach: 28,5 m, 27,4 m, 22,5 m oraz 21 m), powierzchnia zlewni całkowitej 211,84 km² (zlewni bezpośredniej 1044,3 ha). Objętość jeziora wynosi 36 433,1 tys. m³. Maksymalna długość jeziora to 7500 m, a szerokość 1200 m. Długość linii brzegowej wynosi 22000 m (20,48 km misy jeziornej i 1,53 km wysp).
Według Atlasu jezior Polski (red. J. Jańczak, 1996) lustro wody znajduje się na wysokości 59,0 m n.p.m., natomiast według numerycznego modelu terenu udostępnionego przez Geoportal lustro wody znajduje się na wysokości 59,1 m n.p.m.
Według Mapy Podziału Hydrograficznego Polski leży na terenie zlewni siódmego poziomu Zlewnia jez. Ostrowite. Identyfikator MPHP to 1888785.

## Zagospodarowanie
Gospodarkę rybacką na jeziorze prowadzi Drawieński Park Narodowy. Wody jeziora są traktowane jako wody specjalne i wędkowanie podlega wielu restrykcjom. Podobnie jest z turystyką i rekreacją która jest tu znacznie ograniczona. Nad jeziorem nie ma ośrodków wypoczynkowych i pól namiotowych, turystyka pobytowa nad samym jeziorem jest zabroniona. Zachodnim brzegiem jeziora biegnie szlak turystyczny.
W systemie gospodarki wodnej jezioro stanowi jednolitą część wód PLLW10787. Do 2023 nosiła ona nazwę Ostrowiec, a od 2023 – Ostrowite.

## Czystość wód i ochrona środowiska

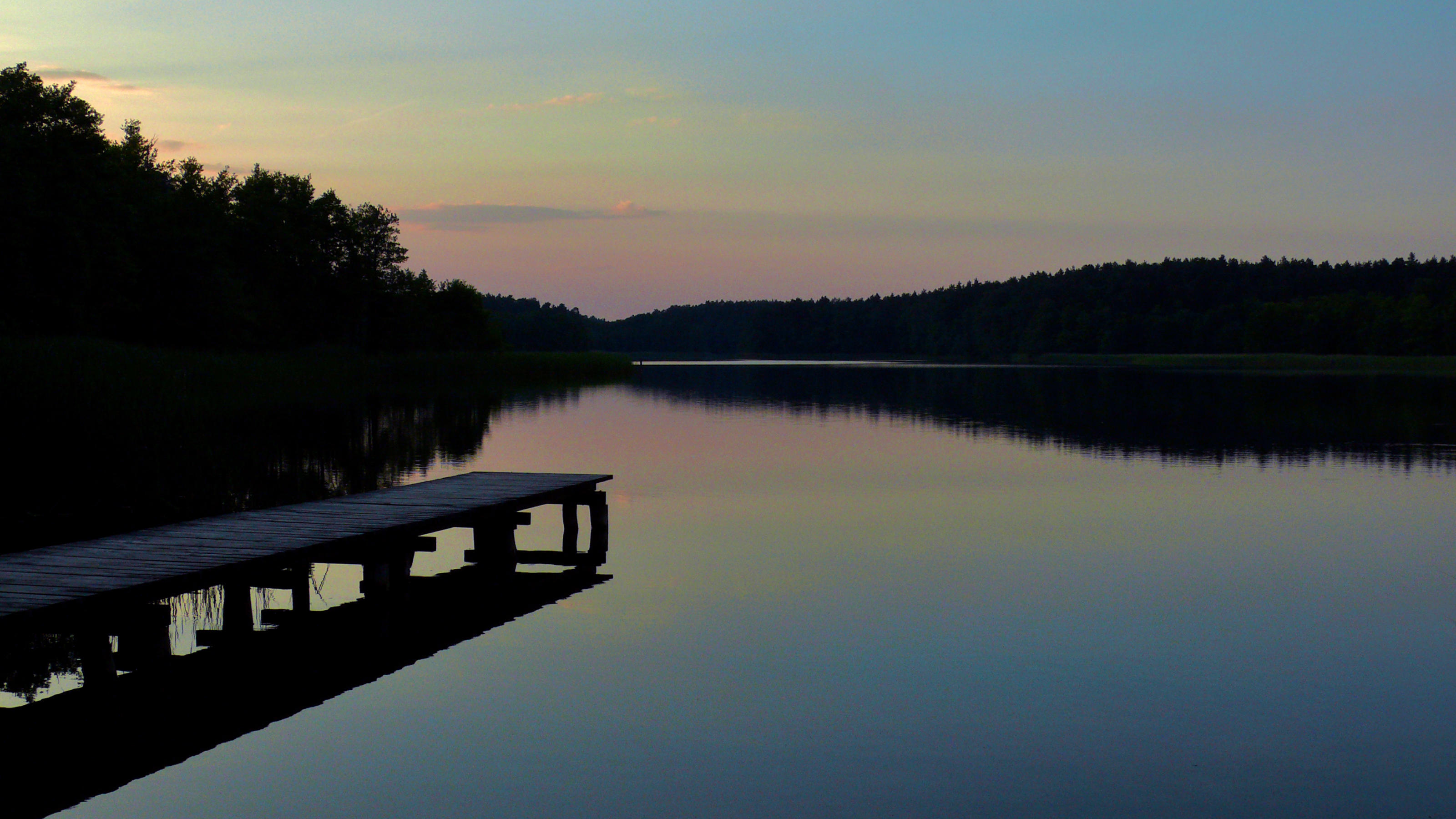
Jezioro Ostrowite

Według danych Wojewódzkiego Inspektoratu Ochrony Środowiska w Gorzowie 1993 roku wody jeziora charakteryzowały się II klasą czystości. Ocena ta była wypadkową parametrów pozaklasowych (średnie nasycenie hipolimnionu tlenem w lecie, które opadło do zera, oraz stężenie fosforanów w warstwie naddennej latem), pierwszoklasowych (BZT5, ChZT latem, miano Coli poza latem) i pośrednich. Przewodność elektrolityczna właściwa wyniosła wówczas średnio 299 μS/cm, a widzialność krążka Secchiego średnio 1,7 m. W następnych latach monitorowane parametry wahały się i do 2003 roku nadal były ogólnie klasyfikowane jako drugoklasowe. Akwen w 2003 roku cechował się dobrą odpornością na degradację i został zaliczony do II kategorii odporności. Oznacza to, że akwen ma dobre warunki naturalne, a jego słabszą cechą było jedynie zestawienie objętości do długości linii brzegowej.
Badania z 2021 roku zaliczyły wody jeziora do wód o umiarkowanym stanie ekologicznym, co odpowiada III klasie jakości. Wskaźnikiem, który zadecydował o trzeciej klasie, był stan ichtiofauny oraz stężenie fosforu ogólnego, podczas gdy stan makrofitów oceniono jako dobry, a makrozoobentosu, fitobentosu i fitoplanktonu jako bardzo dobry. W tym samym roku stan chemiczny wód określono jako dobry, nie stwierdzając przekroczenia żadnego badanego wskaźnika. Przeźroczystość wód została określona na 4 metry, a przewodność elektrolityczna 341 μS/cm.
Jezioro znajduje się w całości na obszarze Drawieńskiego Parku Narodowego oraz na dwóch obszarach chronionych w ramach programu Natura 2000 - Uroczyska Puszczy Drawskiej (dyrektywa siedliskowa) i Lasy Puszczy nad Drawą (dyrektywa ptasia).

## Przyroda
W 1993 roku w fitoplanktonie wiosennym dominowały okrzemki, zwłaszcza Synedra acus, a w letnim sinice Aphanizomenon flos-aquae. Dziesięć lat później wiosną również dominowały okrzemki, tym razem Astrerionella formosa, a latem bruzdnice Ceratium furcoides. W 2021 roku dominantem od czerwca do października było Ceratium hirundinella, podczas gdy w kwietniu była to kryptomonada Plagioselmis nannoplanctica. W bentosie wśród okrzemek dominowało Achnanthidium minutissimum var. minutissimum, a wśród bezkręgowców ślimaki z rodziny źródlarkowatych i małże z rodziny kulkówkowatych. Nieco mniej liczne były larwy jętek z rodziny Caenidae. W roślinności największy udział miały trzcinowiska. Pewien udział zajmowały łąki ramienicowe Charetum fragilis i Nitellopsidetum obtusae. W połowach monitoringowych najliczniej reprezentowanym gatunkiem ryb był kiełb, natomiast pod względem masy odłowiono najwięcej lina, a nieco ustępował mu jaź.